# Neuropédagogie
La neuropédagogie est une discipline visant à améliorer l’apprentissage en utilisant des techniques issues des recherches scientifiques. Introduit en France par Olivier Houdé, ce terme un strict synonyme de neuroéducation.

## Introduction
L’anglicisme « neurolearning » est également parfois utilisé.
La neuropédagogie peut se définir comme la discipline dont le but est d'améliorer l’apprentissage en comprenant mieux le fonctionnement du cerveau. Elle est souvent associée aux neurosciences, pourtant la neuropédagogie est bien plus large et se situe entre la pédagogie, la psychologie et les neurosciences.

## Intérêt
La neuropédagogie permet de mieux comprendre les mécanismes de mémorisation du cerveau afin de les favoriser. Il existe de nombreuses applications concrètes, notamment pour la formation digitale, telles que :
- Réduction de la charge cognitive de l’apprenant ;
- Prise en compte de la durée de l’attention ;
- Rôle des émotions ;
- Utilisation de la répétition ;
- Réduction des facteurs de stress, etc.

## Limite
Comme toute recherche scientifique liée au cerveau et largement assimilée aux neurosciences, la neuropédagogie est une discipline récente et donc parfois contestée car ne pouvant apporter de réelles preuves incontestables. Néanmoins, de plus en plus d’études viennent en dessiner les contours les plus communément admis.